# Mesjid Ulga
Mesjid Ulga is een bestuurslaag in het regentschap Pidie van de provincie Atjeh, Indonesië. Mesjid Ulga telt 177 inwoners (volkstelling 2010).